# O Escolhido de Iemanjá
O Escolhido de Iemanjá é um filme brasileiro de 1978 do gênero aventura, dirigido por Jorge Durán para a Magnum Filmes. Produzido em 1978 com os nomes alternativos de "O Escolhido de Deus" e "Orum, o vingador", o filme era para ser o episódio piloto de uma série de televisão intitulada "Um homem de aluguel", aprovada pela Embrafilme em 1977.

## Elenco
- Nuno Leal Maia...Comandante Nelson
- Maria Rosa...Nyara
- Rui Rezende...Delegado Malta
- Anselmo Vasconcelos...Tainha (creditado como Anselmo De Vasconcelos)
- Henriqueta Brieba...Vovó
- Oswaldo Barreto...Ney Golden Boy
- Álvaro Freire...sócio de Ney
- José Dumont...Tucano
- Ivan de Almeida...Pedro
- Helber Rangel...Grauça
- Jorge Coutinho...Pai de Santo
- Paulão do Candomblé...Paulão
- Sérgio de Oliveira...Engenheiro
- Deny Perier...filha de Ney
- Ilva Niño...Mãe do acidentado
- Emiliano Ribeiro
- Antonio Pompeu
- Luiz Antonio...Raimundo, o chofer
- Abelardo Sandro...capanga
- Manoel Vieira...dono do bar (não creditado)

## Sinopse
Empresários inescrupulosos ameaçam uma favela do Morro Santa Marta ao realizarem um empreendimento imobiliário próximo do Mirante, preparando o terreno com o uso de dinamite. As explosões causam desabamentos que ferem os moradores da favela que mesmo assim não querem ceder e deixar o local. Eles buscam auxílio no Candomblé e o pai de santo revela que Iemanjá escolheu o Comandante Nelson, um pescador local, para ajudá-los.